# Cimetière militaire de la ferme Buterne
Le Cimetière militaire de la ferme Buterne (Ferme Buterne Military Cemetery) est un cimetière de la Première Guerre mondiale situé à Houplines (Nord).

## Victimes
| Pays                          | Victimes |
| ----------------------------- | -------- |
| Royaume-Uni British and Irish | 128      |
| Canada                        | 1        |
| Total                         | 129      |